# پگاه‌اسب
پگاه‌اسب (نام علمی: Eohippus) نام یک سرده از تیره اسبیان است.